# بخش مو
بخش مو (به فرانسوی: Arrondissement de Meaux) یک بخش در فرانسه است که در سن-ا-مرن واقع شده‌است.